# Дечиндень
Дечиндень, Дечиндені (рум. Decindeni) — село у повіті Димбовіца в Румунії. Входить до складу комуни Драгомірешть.
Село розташоване на відстані 80 км на північний захід від Бухареста, 10 км на захід від Тирговіште, 136 км на північний схід від Крайови, 85 км на південь від Брашова.

## Населення
За даними перепису населення 2002 року у селі проживали 2354 особи, усі — румуни. Усі жителі села рідною мовою назвали румунську.